# Villa Urquiza
Villa Urquiza är en ort i Argentina.   Den ligger i provinsen Entre Ríos, i den centrala delen av landet, 400 km nordväst om huvudstaden Buenos Aires. Villa Urquiza ligger 61 meter över havet och antalet invånare är 1 566.
Terrängen runt Villa Urquiza är huvudsakligen platt. Villa Urquiza ligger uppe på en höjd. Runt Villa Urquiza är det ganska tätbefolkat, med 72 invånare per kvadratkilometer.. Närmaste större samhälle är Paraná, 16,9 km sydväst om Villa Urquiza. 
Trakten runt Villa Urquiza består huvudsakligen av våtmarker.